# Belle Haven (condado de Fairfax)
Belle Haven es un lugar designado por el censo en el  condado de Fairfax, Virginia  (Estados Unidos). Según el censo de 2010 tenía una población de 6.518 habitantes.

## Demografía
Según el censo del 2000, Belle Haven tenía 6.269 habitantes, 3.116 viviendas, y 1.570 familias. La densidad de población era de 1.228,7 habitantes por km².
De las 3.116 viviendas en un 19,5%  vivían niños de menos de 18 años, en un 40,7%  vivían parejas casadas, en un 7,5% mujeres solteras, y en un 49,6% no eran unidades familiares. En el 41,8% de las viviendas  vivían personas solas el 9,6% de las cuales correspondía a personas de 65 años o más que vivían solas. El número medio de personas viviendo en cada vivienda era de 2,01 y el número medio de personas que vivían en cada familia era de 2,77.
Por edades la población se repartía de la siguiente manera: un 17,2% tenía menos de 18 años, un 4,1% entre 18 y 24, un 35% entre 25 y 44, un 28,8% de 45 a 60 y un 14,9% 65 años o más.
La edad media era de 41 años.  Por cada 100 mujeres de 18 o más años  había 83,5 hombres.
La renta media por vivienda era de 65.262$ y la renta media por familia de 92.195$. Los hombres tenían una renta media de 55.446$ mientras que las mujeres 42.485$. La renta per cápita de la población era de 46.483$. En torno al 3,3% de las familias y el 5% de la población estaban por debajo del umbral de pobreza.